# Odo Fusi Pecci
Odo Fusi Pecci (ur. 29 czerwca 1920 w Cingoli, zm. 20 marca 2016 w Senigallia) – włoski duchowny katolicki, biskup diecezjalny Senigallia 1971-1997.

## Życiorys
Święcenia kapłańskie otrzymał 19 grudnia 1942.
15 lipca 1971 papież Paweł VI mianował go biskupem diecezjalnym Senigallia. 29 sierpnia tego samego roku z rąk biskupa Ersilio Tonini przyjął sakrę biskupią. 21 stycznia 1997 ze względu na wiek złożył rezygnację z zajmowanej funkcji.
Zmarł 20 marca 2016.